# Distrikt San Pablo (Bellavista)
Der Distrikt San Pablo liegt in der Provinz Bellavista in der Region San Martín in Nordzentral-Peru. Der Distrikt wurde am 5. Januar 1945 gegründet. Er hat eine Fläche von 348 km². Beim Zensus 2017 lebten 8734 Einwohner im Distrikt. Im Jahr 1993 lag die Einwohnerzahl bei 8108, im Jahr 2007 bei 8919. Sitz der Distriktverwaltung ist die 272 m hoch gelegene Ortschaft San Pablo mit 1009 Einwohnern. San Pablo befindet sich 27,5 km nördlich der Provinzhauptstadt Bellavista.

## Geographische Lage
Der Distrikt San Pablo befindet sich im Norden der Provinz Bellavista. Der Río Sisa, ein linker Nebenfluss des Río Huallaga, durchquert den Distrikt in südlicher Richtung.
Der Distrikt San Pablo grenzt im Süden an den Distrikt Bajo Biavo, im Westen an den Distrikt Bellavista sowie im Nordosten an den Distrikt San Hilarión (Provinz Picota).

## Ortschaften
Im Distrikt gibt es neben dem Hauptort folgende größere Ortschaften:
- Centro América (386 Einwohner)
- Consuelo (2166 Einwohner)
- Dos de Mayo (374 Einwohner)
- Fausa Lamista (1173 Einwohner)
- Fausa Sapina (532 Einwohner)
- Huingoyacu (1150 Einwohner)
- José Pardo (312 Einwohner)